# Debreceni oktatási intézmények listája
Ez a lap a debreceni oktatási intézmények listáját tartalmazza.

## Felsőoktatás
- Debreceni Egyetem
- Debreceni Református Hittudományi Egyetem
- Kölcsey Ferenc Református Tanítóképző Főiskola

## A Debreceni Egyetem köznevelési és szakképző intézményei
- Debreceni Egyetem Óvodája
- Debreceni Egyetem Gyakorló Óvodája
- Debreceni Egyetem Kossuth Lajos Gyakorló Gimnáziuma és Általános Iskolája
- Debreceni Egyetem Balásházy János Gyakorló Technikuma, Gimnáziuma és Kollégiuma

## Debreceni Szakképzési Centrum (DSZC) iskolái[1]
- Debreceni SZC Baross Gábor Technikum, Szakképző Iskola és Kollégium
- Debreceni SZC Beregszászi Pál Technikum és Kollégium
- Debreceni SZC Brassai Sámuel Műszaki Technikum
- Debreceni SZC Bethlen Gábor Közgazdasági Technikum és Kollégium
- Debreceni SZC Irinyi János Technikum
- Debreceni SZC Kereskedelmi és Vendéglátóipari Technikum és Szakképző Iskola
- Debreceni SZC Kreatív Technikum
- Debreceni SZC Mechwart András Gépipari és Informatikai Technikum
- Debreceni SZC Péchy Mihály Építőipari Technikum
- Debreceni SZC Építéstechnológiai és Műszaki Szakképző Iskola
- Debreceni SZC Vegyipari Technikum

## Debreceni Tankerületi Központ (DTK) Iskolái[2]
- Csapókerti Általános Iskola
- Debreceni Ady Endre Gimnázium
- Debreceni Árpád Vezér Általános Iskola
- Debreceni Bárczi Gusztáv Egységes Gyógypedagógiai Módszertani Intézmény, Óvoda, Általános Iskola, Készségfejlesztő Iskola és Kollégium
- Debreceni Benedek Elek Általános Iskola
- Debreceni Bocskai István Általános Iskola
- Debreceni Bolyai János Általános Iskola és Alapfokú Művészeti Iskola
- Debreceni Csokonai Vitéz Mihály Gimnázium
- Debreceni Deák Ferenc Tehetségfejlesztő Középiskolai Szakkollégium
- Debreceni Dózsa György Általános Iskola
- Debreceni Fazekas Mihály Általános Iskola
- Debreceni Fazekas Mihály Gimnázium
- Debreceni Hatvani István Általános Iskola
- Debreceni Hunyadi János Általános Iskola
- Debreceni Karácsony Sándor Általános Iskola
- Debreceni Kazinczy Ferenc Általános Iskola és Alapfokú Művészeti Iskola
- Debreceni Kinizsi Pál Általános Iskola
- Debreceni Petőfi Sándor Általános Iskola és Alapfokú Művészeti Iskola
- Debreceni Vörösmarty Mihály Általános Iskola és Alapfokú Művészeti Iskola
- Epreskerti Általános Iskola
- Gulyás Pál Kollégium
- Hajdú-Bihar Vármegyei Általános Iskola, Gimnázium, Szakgimnázium, Technikum és Kollégium
- Hajdú-Bihar Vármegyei Pedagógiai Szakszolgálat
- Hajdú-Bihar Vármegyei Pedagógiai Szakszolgálat Debreceni Tagintézménye
- Hallássérültek  Egységes Gyógypedagógiai Módszertani Intézménye, Óvoda, Általános Iskola és Kollégium
- Ibolya Utcai Általános Iskola
- Kodály Zoltán Zeneművészeti Szakgimnázium és Zeneiskola-Alapfokú Művészeti Iskola
- Kós Károly Művészeti Szakgimnázium, Technikum és Kollégium
- Lilla Téri Általános Iskola
- Medgyessy Ferenc Gimnázium, Művészeti Szakgimnázium és Technikum
- Szoboszlói Úti Általános Iskola
- Tóth Árpád Gimnázium
- Vénkerti Általános Iskola és Alapfokú Művészeti Iskola
- Debreceni Gönczy Pál Általános Iskola
- Debreceni Lorántffy Zsuzsanna Általános Iskola

## Egyházi Intézmények
- Debrecen-Nyíregyházi Egyházmegye:
  - Svetits Katolikus Óvoda, Általános Iskola, Gimnázium és Kollégium
  - Szent József Óvoda, Általános Iskola, Gimnázium és Kollégium
  - Szent Erzsébet Óvoda és Általános Iskola
  - Szent Imre Katolikus Óvoda és Általános Iskola
- Hajdúdorogi Főegyházmegye:
  - Szent László Görögkatolikus Gimnázium, Technikum és Kollégium
  - Szent Efrém Görögkatolikus Általános Iskola
- Tiszántúli Református Egyházkerület:
  - Debreceni Református Kollégium Gimnáziuma és Diákotthona
  - Debreceni Református Kollégium Dóczy Gimnáziuma

Debreceni Református Hittudományi Egyetem:
- Kölcsey Ferenc Református Gyakorló Általános Iskola